# هوغو يوهانسون (لاعب رماية)
هوغو يوهانسون (بالسويدية: Hugo Johansson)‏ هو لاعب رماية سويدي، ولد في 16 يونيو 1887 في ستوكهولم في السويد، وتوفي بنفس المكان في 23 فبراير 1977.

## وصلات خارجية
- هوغو يوهانسون على موقع الاتحاد الدولي (الإنجليزية)
- هوغو يوهانسون على موقع اللجنة الأولمبية الدولية (الإنجليزية)
- هوغو يوهانسون على موقع أوليمبيديا (الإنجليزية)
- هوغو يوهانسون على موقع اللجنة الأولمبية السويدية (السويدية)